# 1953年大西洋飓风季
1953年大西洋飓风季是有纪录以来第一个用事先确定的女性人名为风暴命名的大西洋飓风季，于1951年6月15日正式开始，同年11月15日结束，但正式时段前后都有热带天气活动。